# Erik Hallgren (konstnär)
Erik Hallgren, född 27 augusti 1910 i Sankt Matteus församling, Stockholm, död 22 september 2000 i Essinge församling, Stockholm, var en svensk målare.
Hallgren, som var son till postkontrollör David Hallgren och Frida Rönne, bedrev studier på Valand och hos Otte Sköld samt på Kungliga Konsthögskolan i Stockholm och Det Kongelige Danske Kunstakademi i Köpenhamn. Han började måla i en lätt kubiserande stil, men efter en resa till Frankrike 1939 bytte han till ett friare valörmåleri. Han målade intima, milda landskap i en varierad grönskala. Hans verk finns representerade på  Moderna Museet i Stockholm, Göteborgs konstmuseum, Malmö museum och Västerås stad. Dessutom finns han representerad vid Statens Museum for Kunst i Köpenhamn.
Hallgren ingick 1950 äktenskap med Bertha Hvenegaard Lassen, dotter till overbibliotekar Harald Hvenegaard Lassen och Carli Simonsen, men var frånskild sedan 1969. Han är begravd på Norra begravningsplatsen utanför Stockholm.